# Robert Schmidt (homme politique, 1909-1955)
Pour les articles homonymes, voir Robert Schmidt et Schmidt.
Robert Schmidt, né le 23 août 1909 à Limoges (Haute-Vienne) et mort le 29 octobre 1955 à Limoges (Haute-Vienne), est un homme politique français.

## Biographie
Robert Schmidt fait partie des résistants de la toute première heure. Dès 1940, peu après sa démobilisation, il organise autour de Limoges, sa ville natale, des groupes de résistances affilié au mouvement Liberté, puis Combat.
Arrêté en juillet 1942, emprisonné puis interné à Saint-Sulpice-la-Pointe, il s'évade et reprend ses activités dans la résistance. Promu chef régional du mouvement Combat après l'arrestation d'Edmond Michelet, par la Gestapo il est, début 1944, délégué du CFLN pour l'organisation des mouvements de résistance, désormais unifiés au sein des Mouvements Unis de la Résistance, pour la zone sud.
Membre du Comité départemental de Libération, il est aussi président de la fédération départementale de Haute-Vienne du Mouvement républicain populaire dès la fondation de ce parti.
Rendu à la vie civile, il dirige alors un garage automobile à Limoges, tout en s'impliquant fortement dans la vie politique.
Tête de la liste MRP pour l'élection de la deuxième assemblée constituante, en  juin 1946, il est élu député et siège au Palais-Bourbon jusqu'en 1951.
Au sein de l'assemblée, il se fait principalement le défenseur du monde de l'automobile, qu'il estime injustement concurrencé par le rail. 
Battu aux élections de 1951, essentiellement du fait de la concurrence de la liste gaulliste du RPF, qui récupère une large majorité des voix du MRP, il met fin à sa vie politique.
Il meurt prématurément, à l'âge de 46 ans.

## Détail des fonctions et des mandats
Mandats parlementaires
- 2 juin 1946 - 27 novembre 1946 : Député de la Haute-Vienne
- 10 novembre 1946 - 4 juillet 1951 : Député de la Haute-Vienne